# ژن فدریکو
ژن فدریکو (به انگلیسی: Gene Federico؛ زادهٔ ۶ فوریهٔ ۱۹۱۸ - درگذشتهٔ ۸ سپتامبر ۱۹۹۹) یک هنرمند گرافیک اهل آمریکا و مدیر هنری در نیویورک است.

## حرفه و شغل
فدریکو بیشتر به دلیل طراحی تبلیغاتی در مجله وومنز دی شناخته شده‌است. یکی از آثار شناخته شده و معروف وی طراحی حروف نگارانه او در سال ۱۹۵۳ بود که دو حرف «o» در واژه «Go out» را تبدیل به دو چرخ دوچرخه تبدیل کرده بود که زنی همراه با کودکش سوار آن است. ژن فدریکو یکی از اولین طراحانی بود که حروف را به شکل تصویر درآورد. این اثر نماینده جریان طراحی حروف به شکل فیگوراتیو و اشیاگونه شد. طراحی بسیار صریح و خلاقانه ژن فدریکو باعث شد تا با کپی رایترهای بیشتری با وی همکاری داشته باشد.